# 世界サブカルチャー史
『世界サブカルチャー史 欲望の系譜』（せかいサブカルチャーし よくぼうのけいふ）は、日本放送協会（NHK）が制作・放送する教養・歴史番組のシリーズ。

## 概要
1950年代から2010年代に至るまでの社会の変化や、人々の欲望の変遷を、映画・音楽・大衆文学・テレビ放送・アニメーション・ゲーム・ファッションといった幅広いサブカルチャーの盛衰を辿ることで読み解くシリーズ。各時代を象徴するコンテンツや社会現象を映像・音声付きで多数引用しながら、研究者による証言も交えて構成している。
2024年までに4シーズン放送されている。原則として、NHK BSプレミアム（現在のNHK BSプレミアム4K）で1話約90分×数話分（1シーズン分）を先行して放送したのち、各話を30分ずつの3回に分割・再構成したバージョンをNHK Eテレで放送している（一部の回を除く）。本項では便宜上、前者を「90分版」、後者を「30分版」と表記する。
2023年に放送された「シーズン3 日本 逆説の60-90s」が第60回ギャラクシー賞優秀賞を受賞した。

## 放送リスト

### シーズン1（アメリカ編）
2021年から2023年にかけて初回放送。「特」は特別編としての放送。
- 初回放送
  - 90分版：公式サイトでは時系列順での放送が初めて行われた2022年5月からの再放送を「初回放送」としているが、実際にはNHK BS4Kで2021年から不定期に、時系列順によらない放送が始まっていた。なお、以下の表の「回」の数字は時系列順に従っている。
  - 30分版：NHK Eテレ（水曜日 22:30〜23:00）ただし「アメリカ 理想の50s」のみ、30分版が放送されていない。

| 90分版 | 90分版               | 90分版        | 30分版 | 30分版                     | 30分版         |
| 回     | タイトル             | 初回放送      | 回     | タイトル                   | 初回放送       |
| ------ | -------------------- | ------------- | ------ | -------------------------- | -------------- |
| 1      | アメリカ 理想の50s   | 2022年1月29日 | -      |                            |                |
| 2      | アメリカ 闘争の60s   | 2022年3月6日  | 1      | アメリカ 闘争の60s 第1回   | 2022年 9月28日 |
| 2      | アメリカ 闘争の60s   | 2022年3月6日  | 2      | アメリカ 闘争の60s 第2回   | 10月5日        |
| 2      | アメリカ 闘争の60s   | 2022年3月6日  | 3      | アメリカ 闘争の60s 第3回   | 10月12日       |
| 3      | アメリカ 幻想の70s   | 2021年3月29日 | 4      | アメリカ 幻想の70s 第1回   | 10月19日       |
| 3      | アメリカ 幻想の70s   | 2021年3月29日 | 5      | アメリカ 幻想の70s 第2回   | 10月26日       |
| 3      | アメリカ 幻想の70s   | 2021年3月29日 | 6      | アメリカ 幻想の70s 第3回   | 11月2日        |
| 4      | アメリカ 葛藤の80s   | 2022年1月8日  | 7      | アメリカ 葛藤の80s 第1回   | 11月9日        |
| 4      | アメリカ 葛藤の80s   | 2022年1月8日  | 8      | アメリカ 葛藤の80s 第2回   | 11月16日       |
| 4      | アメリカ 葛藤の80s   | 2022年1月8日  | 9      | アメリカ 葛藤の80s 第3回   | 11月23日       |
| 5      | アメリカ 喪失の90s   | 2022年1月22日 | 10     | アメリカ 喪失の90s 第1回   | 11月30日       |
| 5      | アメリカ 喪失の90s   | 2022年1月22日 | 11     | アメリカ 喪失の90s 第2回   | 12月7日        |
| 5      | アメリカ 喪失の90s   | 2022年1月22日 | 12     | アメリカ 喪失の90s 第3回   | 12月14日       |
| 6      | アメリカ 不信の2000s | 2022年3月23日 | 13     | アメリカ 不信の2000s 第1回 | 2023年 1月18日 |
| 6      | アメリカ 不信の2000s | 2022年3月23日 | 14     | アメリカ 不信の2000s 第2回 | 1月25日        |
| 6      | アメリカ 不信の2000s | 2022年3月23日 | 15     | アメリカ 不信の2000s 第3回 | 2月1日         |
| 7      | アメリカ 分断の10s   | 2022年3月29日 | 16     | アメリカ 分断の10s 第1回   | 2月8日         |
| 7      | アメリカ 分断の10s   | 2022年3月29日 | 17     | アメリカ 分断の10s 第2回   | 2月15日        |
| 7      | アメリカ 分断の10s   | 2022年3月29日 | 18     | アメリカ 分断の10s 第3回   | 2月22日        |
| 特     | フランス 興亡の60s   | 2022年3月29日 | -      |                            |                |

### シーズン2「逆説の60-90s」（ヨーロッパ編）
2023年に初回放送。他のシーズンと異なり、30分版が放送されていない（2024年現在）。また回ごとのタイトルがない。
- 初回放送：NHK BSプレミアム（土曜日 23:00〜24:30）

| 回 | 取り上げた年代 | 初回放送 |
| -- | -------------- | -------- |
| 1  | 1960年代       | 2月4日   |
| 2  | 1970年代       | 2月11日  |
| 3  | 1980年代       | 2月18日  |
| 4  | 1990年代       | 2月25日  |

### シーズン3「日本 逆説の60-90s」
2023年に初回放送。90分版は回ごとのタイトルがない。
- 初回放送
  - 90分版：NHK BSプレミアム（土曜日 23:30〜24:59 ※第3回を除く）
  - 30分版：NHK Eテレ（火曜日 22:45〜23:14）

| 90分版 | 90分版         | 90分版   | 30分版 | 30分版       | 30分版   |
| 回     | 取り上げた年代 | 初回放送 | 回     | タイトル     | 初回放送 |
| ------ | -------------- | -------- | ------ | ------------ | -------- |
| 1      | 1960年代       | 3月4日   | 1      | 60年代 第1回 | 8月8日   |
| 1      | 1960年代       | 3月4日   | 2      | 60年代 第2回 | 8月15日  |
| 1      | 1960年代       | 3月4日   | 3      | 60年代 第3回 | 8月22日  |
| 2      | 1970年代       | 3月11日  | 4      | 70年代 第1回 | 8月29日  |
| 2      | 1970年代       | 3月11日  | 5      | 70年代 第2回 | 9月5日   |
| 2      | 1970年代       | 3月11日  | 6      | 70年代 第3回 | 9月12日  |
| 3      | 1980年代       | 3月19日  | 7      | 80年代 第1回 | 9月19日  |
| 3      | 1980年代       | 3月19日  | 8      | 80年代 第2回 | 9月26日  |
| 3      | 1980年代       | 3月19日  | 9      | 80年代 第3回 | 10月3日  |
| 4      | 1990年代       | 3月25日  | 10     | 90年代 第1回 | 10月10日 |
| 4      | 1990年代       | 3月25日  | 11     | 90年代 第2回 | 10月17日 |
| 4      | 1990年代       | 3月25日  | 12     | 90年代 第3回 | 10月24日 |

### スピンオフ「思考のオルタナティブ」
2023年に初回放送。文明批評家へのインタビューを中心とした特別編で、放送時間は約30分。
- 初回放送：NHK Eテレ（火曜日 22:45〜23:14）

| 回 | タイトル                              | 初回放送 |
| -- | ------------------------------------- | -------- |
| 1  | 分断を超える哲学 ジョセフ・ヒース     | 10月31日 |
| 2  | 空白と向き合う世界観 モリス・バーマン | 11月7日  |

### シーズン4「21世紀の地政学」
2024年に初回放送。「特」は特別編としての放送。
- 初回放送
  - 90分版：NHK BSプレミアム4K（土曜日 22:00〜23:29）
  - 30分版：NHK Eテレ（金曜日 22:30〜22:59）

| 90分版 | 90分版               | 90分版   | 30分版 | 30分版                 | 30分版   |
| 回     | タイトル             | 初回放送 | 回     | タイトル               | 初回放送 |
| ------ | -------------------- | -------- | ------ | ---------------------- | -------- |
| 1      | アイドル編           | 1月6日   | 1      | アイドル編 第1回       | 4月5日   |
| 1      | アイドル編           | 1月6日   | 2      | アイドル編 第2回       | 4月12日  |
| 1      | アイドル編           | 1月6日   | 3      | アイドル編 第3回       | 4月19日  |
| 2      | ヒップホップ編       | 1月13日  | 4      | ヒップホップ編 第1回   | 4月26日  |
| 2      | ヒップホップ編       | 1月13日  | 5      | ヒップホップ編 第2回   | 5月3日   |
| 2      | ヒップホップ編       | 1月13日  | 6      | ヒップホップ編 第3回   | 5月10日  |
| 3      | ポップス編           | 2月3日   | 7      | ポップス編 第1回       | 5月17日  |
| 3      | ポップス編           | 2月3日   | 8      | ポップス編 第2回       | 5月24日  |
| 3      | ポップス編           | 2月3日   | 9      | ポップス編 第3回       | 5月31日  |
| 4      | ゴシック編           | 2月10日  | 10     | ゴシック編 第1回       | 6月7日   |
| 4      | ゴシック編           | 2月10日  | 11     | ゴシック編 第2回       | 6月14日  |
| 4      | ゴシック編           | 2月10日  | 12     | ゴシック編 第3回       | 6月21日  |
| 5      | サイバーパンク編     | 3月2日   | 13     | サイバーパンク編 第1回 | 6月28日  |
| 5      | サイバーパンク編     | 3月2日   | 14     | サイバーパンク編 第2回 | 7月5日   |
| 5      | サイバーパンク編     | 3月2日   | 15     | サイバーパンク編 第3回 | 7月12日  |
| 6      | ゲーム編             | 3月9日   | 16     | ゲーム編 第1回         | 8月2日   |
| 6      | ゲーム編             | 3月9日   | 17     | ゲーム編 第2回         | 8月9日   |
| 6      | ゲーム編             | 3月9日   | 18     | ゲーム編 第3回         | 8月16日  |
| 特     | 戦争と大衆の百年     | 3月22日  | -      |                        |          |
| 特     | メディアと大衆の百年 | 3月31日  | -      |                        |          |
| 7      | アニメーション編     | 4月6日   | 19     | アニメーション編 第1回 | 8月23日  |
| 7      | アニメーション編     | 4月6日   | 20     | アニメーション編 第2回 | 8月30日  |
| 7      | アニメーション編     | 4月6日   | 21     | アニメーション編 第3回 | 9月6日   |
| 8      | ジャポニズム編       | 4月13日  | 22     | ジャポニズム編 第1回   | 9月13日  |
| 8      | ジャポニズム編       | 4月13日  | 23     | ジャポニズム編 第2回   | 9月20日  |
| 8      | ジャポニズム編       | 4月13日  | 24     | ジャポニズム編 第3回   | 9月27日  |

## 書籍
- 世界サブカルチャー史 欲望の系譜 アメリカ70-90s「超大国」の憂鬱（著者：丸山俊一+NHK「世界サブカルチャー史」制作班 2022年6月1日発行、祥伝社） ISBN 978-4396617820
- アメリカ 流転の1950-2010s 映画から読む超大国の欲望（著者：丸山俊一+NHK「世界サブカルチャー史」制作班 2023年2月1日発行、祥伝社） ISBN 978-4396618025